# Adam Legzdins
Adam Richard Legzdins (Penkridge, Inglaterra, 28 de noviembre de 1986) es un exfutbolista británico que jugaba en la posición de guardameta.

## Carrera
Comenzó su carrera en Birmingham City, donde se fue a préstamo a muchos clubes de divisiones inferiores y nunca jugó por el primer equipo del Birmingham. En el 2008, se fue al Crewe Alexandra, donde pudo debutar por la Football League, aunque no jugaba muy frecuentemente. Pasó la temporada 2010-11 en el Burton Albion de la Football League Two como guardameta titular, para luego fichar por el Derby County en la EFL Championship. Jugó 35 encuentros en tres temporadas con el Derby, la mayoría en 2012-13, y luego por un paso de un año por Leyton Orient, regreso a Birmingham City en 2015. Luego de dos temporadas y 21 partidos jugados, fichó por el Burnley, marchándose del club en junio de 2020 una vez expiró su contrato. Después de un período de prueba, en noviembre de ese mismo año firmó con el Dundee F. C. escocés hasta final de temporada. Finalmente permaneció hasta la campaña 2024-25, momento en el que puso fin a su carrera para continuar en el club con otro rol.
Internacionalmente, puede jugar por Letonia, ya que es descendiente por parte de sus abuelos paternos.

## Estadísticas
Actualizado al último partido disputado el 17 de abril de 2017
| Birmingham City F. C. Inglaterra                                                                              | 1.ª           | 2005-06       | 0   | 0 | 0  | 0 | 0   | 0 |
| Birmingham City F. C. Inglaterra                                                                              | 2.ª           | 2006-07       | 0   | 0 | 0  | 0 | 0   | 0 |
| Birmingham City F. C. Inglaterra                                                                              | 1.ª           | 2007-08       | 0   | 0 | 0  | 0 | 0   | 0 |
| Birmingham City F. C. Inglaterra                                                                              | Total club    | Total club    | 0   | 0 | 0  | 0 | 0   | 0 |
| Alfreton Town F. C. (préstamo) Inglaterra                                                                     | 6.ª           | 2005-06       | 2   | 0 | 2  | 0 | 4   | 0 |
| Alfreton Town F. C. (préstamo) Inglaterra                                                                     | Total club    | Total club    | 2   | 0 | 2  | 0 | 4   | 0 |
| Halifax Town F. C. (préstamo) Inglaterra                                                                      | 5.ª           | 2005-06       | 10  | 0 | 1  | 0 | 11  | 0 |
| Halifax Town F. C. (préstamo) Inglaterra                                                                      | Total club    | Total club    | 10  | 0 | 1  | 0 | 11  | 0 |
| Oldham Athletic A. F. C. (préstamo) Inglaterra                                                                | 3.ª           | 2006-07       | 0   | 0 | 1  | 0 | 1   | 0 |
| Oldham Athletic A. F. C. (préstamo) Inglaterra                                                                | Total club    | Total club    | 0   | 0 | 1  | 0 | 1   | 0 |
| Macclesfield Town F. C. (préstamo) Inglaterra                                                                 | 4.ª           | 2006-07       | 0   | 0 | —  | — | 0   | 0 |
| Macclesfield Town F. C. (préstamo) Inglaterra                                                                 | Total club    | Total club    | 0   | 0 | —  | — | 0   | 0 |
| Halifax Town F. C. (préstamo) Inglaterra                                                                      | 5.ª           | 2007-08       | 30  | 0 | 8  | 0 | 38  | 0 |
| Halifax Town F. C. (préstamo) Inglaterra                                                                      | Total club    | Total club    | 30  | 0 | 8  | 0 | 38  | 0 |
| Crewe Alexandra F. C. Inglaterra                                                                              | 3.ª           | 2008-09       | 0   | 0 | 0  | 0 | 0   | 0 |
| Crewe Alexandra F. C. Inglaterra                                                                              | 4.ª           | 2009-10       | 6   | 0 | 2  | 0 | 8   | 0 |
| Crewe Alexandra F. C. Inglaterra                                                                              | Total club    | Total club    | 6   | 0 | 2  | 0 | 8   | 0 |
| Weymouth F. C. (préstamo) Inglaterra                                                                          | 5.ª           | 2008-09       | 8   | 0 | —  | — | 8   | 0 |
| Weymouth F. C. (préstamo) Inglaterra                                                                          | Total club    | Total club    | 8   | 0 | —  | — | 8   | 0 |
| Burton Albion F. C. Inglaterra                                                                                | 4.ª           | 2010-11       | 46  | 0 | 5  | 0 | 51  | 0 |
| Burton Albion F. C. Inglaterra                                                                                | Total club    | Total club    | 46  | 0 | 5  | 0 | 51  | 0 |
| Derby County F. C. Inglaterra                                                                                 | 2.ª           | 2011-12       | 4   | 0 | 0  | 0 | 4   | 0 |
| Derby County F. C. Inglaterra                                                                                 | 2.ª           | 2012-13       | 31  | 0 | 2  | 0 | 33  | 0 |
| Derby County F. C. Inglaterra                                                                                 | 2.ª           | 2013-14       | 0   | 0 | 0  | 0 | 0   | 0 |
| Derby County F. C. Inglaterra                                                                                 | Total club    | Total club    | 35  | 0 | 2  | 0 | 37  | 0 |
| Burton Albion F. C. (préstamo) Inglaterra                                                                     | 4.ª           | 2011-12       | 1   | 0 | —  | — | 1   | 0 |
| Burton Albion F. C. (préstamo) Inglaterra                                                                     | Total club    | Total club    | 1   | 0 | —  | — | 1   | 0 |
| Leyton Orient F. C. Inglaterra                                                                                | 3.ª           | 2014-15       | 11  | 0 | 2  | 0 | 13  | 0 |
| Leyton Orient F. C. Inglaterra                                                                                | Total club    | Total club    | 11  | 0 | 2  | 0 | 13  | 0 |
| Birmingham City F. C. Inglaterra                                                                              | 2.ª           | 2015-16       | 5   | 0 | 3  | 0 | 8   | 0 |
| Birmingham City F. C. Inglaterra                                                                              | 2.ª           | 2016-17       | 10  | 0 | 3  | 0 | 13  | 0 |
| Birmingham City F. C. Inglaterra                                                                              | 2.ª           | 2017-18       | 0   | 0 | 0  | 0 | 0   | 0 |
| Birmingham City F. C. Inglaterra                                                                              | Total club    | Total club    | 15  | 0 | 6  | 0 | 21  | 0 |
| Burnley F. C. Inglaterra                                                                                      | 1.ª           | 2017-18       | 0   | 0 | 0  | 0 | 0   | 0 |
| Burnley F. C. Inglaterra                                                                                      | 1.ª           | 2018-19       | 0   | 0 | 0  | 0 | 0   | 0 |
| Burnley F. C. Inglaterra                                                                                      | 1.ª           | 2019-20       | 0   | 0 | 0  | 0 | 0   | 0 |
| Burnley F. C. Inglaterra                                                                                      | Total club    | Total club    | 0   | 0 | 0  | 0 | 0   | 0 |
| Total carrera                                                                                                 | Total carrera | Total carrera | 164 | 0 | 29 | 0 | 193 | 0 |
| (1) Incluye FA Cup, Copa de la Liga de Inglaterra, FA Trophy, Football League Trophy y Conference League Cup. |               |               |     |   |    |   |     |   |